# Eric Derluyn
Eric Derluyn (Roeselare, 17 november 1943) is een Vlaams schrijver.

## Levensloop
Na lager onderwijs te hebben genoten aan de 'Spanjeschool' in Roeselare, doorliep hij de humaniora aan het Klein Seminarie. Vervolgens behaalde hij het licentiaat Germaanse filologie (1962-1966) aan de Katholieke Universiteit Leuven. Hij begon in het beroepsleven als wetenschappelijk navorser bij het Nationaal Fonds voor Wetenschappelijk Onderzoek (1967-1972), werkend aan een doctoraal proefschrift over Guido Gezelle en Engeland, en als docent Nederlands (1972-1976) aan de universiteit van Rijsel.
Vanaf 1976 vestigde hij zich als dichter, schrijver, schilder en beeldhouwer, zonder vaste betrekking.
Hij betoonde een bijzondere voorliefde voor mooie oude huizen en had de nodige ambitie om ze te restaureren. Het werden achtereenvolgens:
- de Panishoeve in Sint-Jans-Molenbeek-Wersbeek (17e eeuw);
- de Refugie van de Duitse Orde in Diest (18e eeuw);
- het Château de Mascaraàs-Haron in het departement Pyrénées-Atlantiques in de regio Nouvelle-Aquitaine (17e-eeuw).

## Publicaties

### Poëzie
- De geliefden van Altena, Brugge, Desclée De Brouwer, 1969.
- Het eerbare bestaan van de egel, Beveren, Orion-Colibrant, 1980, ISBN 90-264-3760-9.
- Het tastbare bewijs, Sint-Niklaas, Danthe, 1981, ISBN 90-6467030-7.
- Geen mooier luchtschap, Tielt, Lannoo, 1982, ISBN 90-209-1021-3.
- Een zwemmer in 1983, Molenbeek-Wersbeek, De Smerige Pers, 1984.
- Et Iterum, Molenbeek-Wersbeek, De Smerige Pers, 1984.
- Hoe open ook de dag, Molenbeek-Wersbeek, De Smerige Pers, 1984.
- Kleine sprong in de onsterfelijkheid, Molenbeek-Wersbeek, De Smerige Pers, 1984.
- Loper op een helling, Kessel-Lo, Leuvense Schrijversactie, 1985.
- Adem van de Glasblazer, Antwerpen, Lens Fine Art, 1985.
- D'un bond léger dans l’immortalité = Kleine sprong in de onsterfelijkheid, vert. Rose-Marie François, Kessel-Lo,  Leuvense Schrijversactie, 1987, ISBN 90-71345-26-2.
- Asdag en nadien : gedicht uit een brand gered, Antwerpen, C. de Vries-Brouwers, 2007, ISBN 90-5341-682-X.
- Orgel van glas, Antwerpen, C. se Vries-Brouwers, 2009, ISBN 978-90-5927-037-4.
- Een reiziger, hij slaapt, Antwerpen, C. de Vries-Brouwers, 2012, ISBN 978-90-5927-369-6.

### Proza
- Wanneer de bakker gaat schrijven over de oogst, in: De Boom, Stijn Streuvelsnummer, 1961.
- Betrekkingen tussen het Brugse bisdom en de Engelsen in de 19de eeuw, KU Leuven, Fac. Wijsbegeerte en Letteren, afd. Germaanse Filologie, 1966.
- Bruno Vanderstichele van Wevelgem en zijn parochiestichting in Engeland, in: Biekorf, 1968.
- De jonge Gezelle en zijn geestelijke oversten, in: Biekorf, 1969.
- Zo haalde De Mandelbeke dan toch de filosoof Gezelle, het seminarie binnen, in: Gezellekroniek, 1971.
- Gezelles pedagogische aanpak te Roeselare anders bekeken, in: Eertijds, 1980.
- Het ontzenuwde vers, in: Poëzie en muziek, 1985.
- Het beeld van het gedicht, in: Trimestrieel tijdschrift voor poëzie, 1989.